# Jorge Martínez (motorcoureur)

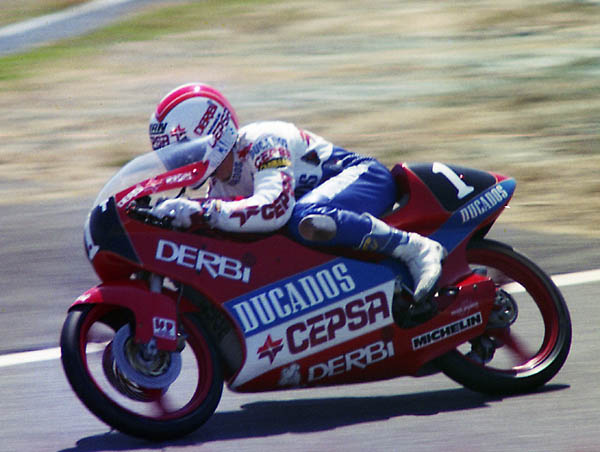
Martínez op zijn Derbi bij de Grote Prijs van Japan 1989

Jorge "Aspar" Martínez Salvadores (Alzira, 29 augustus 1962) is een voormalig Spaans motorcoureur en tegenwoordig teameigenaar.
Martínez streed tussen 1982 en 1997 in 196 wedstrijden om het wegrace wereldkampioenschap en won in  1986, 1987 en 1988 de titel in de 80cc-klasse, en tevens in 1988 bij de 125cc. Zijn eerste overwinning behaalde Martínez in 1984 tijdens de TT Assen. In 1996 won hij de titel in het Europese kampioenschap in de 125cc-klasse.
Aansluitend op zijn actieve carrière richtte Martínez het succesvolle Aspar-Team op.

## Statistiek in het wegrace wereldkampioenschap
| Titels: 4          |            |
| Overwinningen: 37  |            |
| Podiumplaatsen: 61 |            |
| GP-starts:         | 50cc: 3    |
| GP-starts:         | 80cc: 47   |
| GP-starts:         | 125cc: 131 |
| GP-starts:         | 250cc: 15  |

## WK plaatseringen
| Jaar | Klasse | WK-plaats | Team    |
| ---- | ------ | --------- | ------- |
| 1982 | 50cc   | 10.       | Bultaco |
| 1983 | 50cc   | 13.       | Bultaco |
| 1984 | 80cc   | 4.        | Derbi   |
| 1985 | 80cc   | 2.        | Derbi   |
| 1986 | 80cc   | 1.        | Derbi   |
| 1987 | 80cc   | 1.        | Derbi   |
| 1988 | 80cc   | 1.        | Derbi   |
| 1988 | 125cc  | 1.        | Derbi   |
| 1989 | 80cc   | 8.        | Derbi   |

| Jaar | Klasse | WK-plaats | Team    |
| ---- | ------ | --------- | ------- |
| 1989 | 125cc  | 9.        | Derbi   |
| 1990 | 125cc  | 6.        | Cobas   |
| 1991 | 125cc  | 6.        | Honda   |
| 1992 | 125cc  | 7.        | Honda   |
| 1993 | 125cc  | 8.        | Honda   |
| 1994 | 125cc  | 6.        | Yamaha  |
| 1996 | 125cc  | 5.        | Aprilia |
| 1997 | 125cc  | 6.        | Aprilia |